# پروآنتوسیانیدین بی۳
پروآنتوسیانیدین بی۳ (به انگلیسی: Proanthocyanidin B3) با فرمول شیمیایی C۳۰H۲۶O۱۲ یک ترکیب شیمیایی با شناسه پاب‌کم ۱۴۶۷۹۸ است. که جرم مولی آن ۵۷۸٫۵۲ g/mol می‌باشد. 